# Agerre (patronyme)
Pour les articles homonymes, voir Agerre, Aguerre et Daguerre.
Agerre est un nom d'origine basque et qui signifie « (maison ou endroit) à découvert, exposé ». En basque unifié ageri est un adjectif qui signifie « découvert(e) ».
La graphie académique actuelle Agerre  ainsi que les graphies traditionnelles Aguerre , Daguerre  et Aguer ont la même racine.